# Терпуговые
Терпуговые (лат. Hexagrammidae) — семейство морских лучепёрых рыб из отряда скорпенообразных. В рамках отряда входит в подотряд рогатковидных (Cottoidei).

## Описание
Терпуги имеют удлинённое тело, покрытое мелкой чешуёй. Длина обычно до полуметра (в редких случаях вырастают до 1,5 метров и более), масса тела до полутора—двух килограммов (максимальная — до 60 кг). Спинной плавник сплошной, во всю спину (у одноперых терпугов), или разделённый глубокой впадиной на 2 части (иногда из-за этого считается, что плавников два). Количество боковых линий колеблется от 1 до 5 у разных видов. Обитают в северной части Тихого океана, ведут преимущественно придонный и прибрежный образ жизни. Терпуги — стайные рыбы, хищники. Являются объектами промысловой добычи и спортивного лова. Ценятся за хорошие вкусовые качества и высокое содержание жира.

## Классификация
В семействе терпуговых выделяют от трёх до семи родов и от 12 до 14 видов.
Д. Нельсон выделял пять монотипических подсемейств. Позже роды Oxylebius и Zaniolepis выделены в семейство Zaniolepididae, и семействе терпуговых осталось 3 подсемейства, 3 рода и 9 видов:
- Подсемейство Hexagramminae
  - Род Hexagrammos Tilesius, 1810 — Бровастые терпуги
    - Hexagrammos agrammus (Temminck & Schlegel, 1843) — Однолинейный терпуг (иногда выделяется в отдельный род)
    - Hexagrammos decagrammus (Pallas, 1810) — Американский терпуг
    - Hexagrammos lagocephalus (Pallas, 1810) — Красный терпуг, или Зайцеголовый терпуг
    - Hexagrammos octogrammus (Pallas, 1814) — Бурый терпуг
    - Hexagrammos otakii Jordan & Starks, 1895 — Японский терпуг
    - Hexagrammos stelleri Tilesius, 1810 — Пятнистый терпуг
- Подсемейство Ophiodontidae
  - Род Ophiodon Girard, 1854
    - Ophiodon elongatus Girard, 1854 — Зубастый терпуг
- Подсемейство Pleurogramminae
  - Род Pleurogrammus Gill, 1861 — Однопёрые терпуги
    - Pleurogrammus azonus Jordan & Metz, 1913 — Южный однопёрый терпуг
    - Pleurogrammus monopterygius (Pallas, 1810) — Северный однопёрый терпуг

## Галерея
- Hexagrammos decagrammus
- Hexagrammos lagocephalus
- Hexagrammos otakii
- Pleurogrammus monopterygius